# Vatra Dornei
Vatra Dornei é uma cidade da Romênia com 17.864 habitantes, localizada no judeţ (distrito) de Suceava.